# City Beautiful

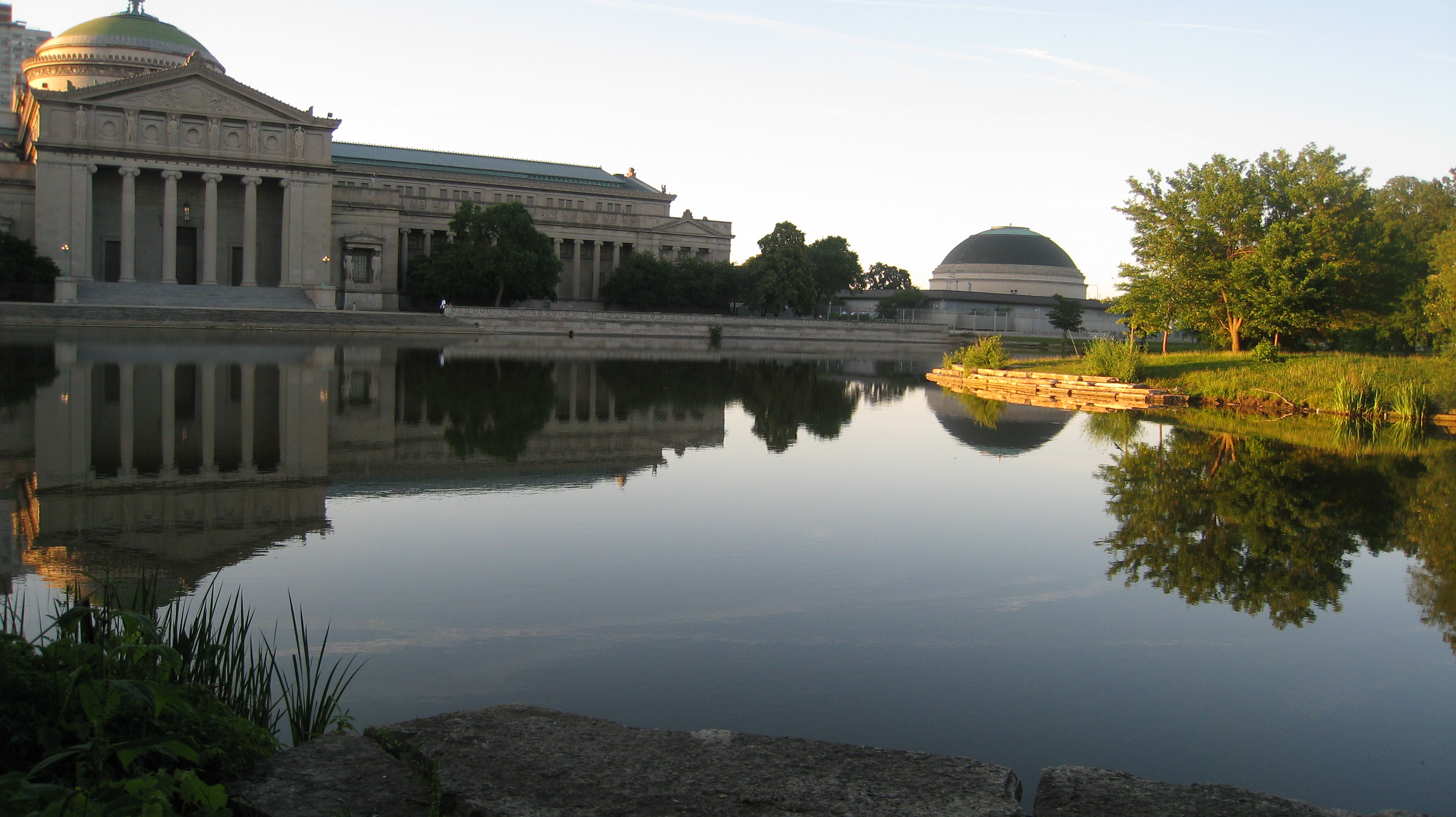
Здание бывшего Дворца изящных искусств Всемирной выставки 1893 года

City Beautiful (с англ. — «Город прекрасный») — направление в градостроительстве США 1890-х годах и начала XX века. Носителями его идей были архитекторы, ландшафтные дизайнеры, администраторы, стремившиеся реформировать застройку американских городов по аналогии с османизацией Парижа.
Сторонники движения исходили из того, что красота и изящество городского пространства не только приятны с эстетической точки зрения, но и способствуют гармоничному социальному развитию городов. Они стремились обеспечить приоритет в городском пейзаже муниципальных и культовых сооружений, которые начинали теряться на фоне высотной коммерческой недвижимости (небоскрёбов). Предполагалось планирование широких и элегантных авеню и продуманных ландшафтов с преобладанием пышно декорированных общественных сооружений, преимущественно в стиле боз-ар.
Образцом для подражания служил «Белый город» Всемирной выставки 1893 года в Чикаго, созданный под руководством Дэниела Бернема. Наиболее заметный отпечаток движение наложило на облик Кливленда, Чикаго и Вашингтона.